# ASAP Mob
A$AP Mob — американский хип-хоп-коллектив, основанный в 2006 году в Гарлеме, Нью-Йорк рэперами A$AP Yams, A$AP Bari и A$AP Illz. Коллектив состоял из рэперов, продюсеров, музыкальных видеорежиссёров и фэшн-дизайнеров, которых объединяли схожие интересы в музыке, моде, стиле и искусстве. Коллектив в основном состоял из нью-йоркских рэперов, большинство из которых имели в своем никнейме «A$AP», таких как A$AP Rocky, A$AP Twelvyy, A$AP Nast и A$AP Ant. Музыкальный продюсер коллектива A$AP Ty Beats также имеет в своем никнейме «A$AP» и спродюсировал несколько песен своих коллег, в первую очередь сингл A$AP Rocky Peso.
28 августа 2012 года коллектив выпустил свой первый полноценный проект, микстейп Lords Never Worry, который получил смешанные отзывы критиков. В августе 2013 года A$AP Mob начали работать над своим дебютным студийным альбомом, в декабре 2013 года выпустив свой дебютный сингл Trillmatic. Дебютный альбом Cozy Tapes Vol. 1: Friends, посвящённый погибшему участнику коллектива A$AP Yams, вышел в октябре 2016 года.

## История

### Формирование (2006—2012)
В 2006 Стивен Родригез, известный как A$AP Yams, основал коллектив, известный как A$AP Mob, с другими жителями Нью-Йорка, такими как A$AP Bari, A$AP Kham и A$AP Illz. Репер из Гарлема, известный как A$AP Rocky присоединился к коллективу после того, как Бари привел его к Ямсу, и тот проявил к нему интерес. Летом 2011 года группа получила всемирное признание после клипов Рокки на песни Peso и Purple Swag (оба произведены A$AP Ty Beats), ставшими вирусными на YouTube. Рокки выпустил в октябре микстейп Live.Love.A$AP, который понравился слушателям и критикам.
В октябре 2011 Рокки подписал контракт с Sony Music на 3 миллиона долларов. 1.7 миллионов ушли Рокки за сольные работы и 1.3 миллионов для компании A$AP Worldwide, вместе с A&R и исполнительным продюсером A$AP Yams. Рокки сказал, что он искал «большую платформу» для него и его коллектива.
В 2011 A$AP Dom, дизайнер коллектива, который работал над дизайном культовых частей VSVP для Blackscale, захотел отделиться от коллектива и сделать «Своё дело». Впоследствии он покинул коллектив и сменил прозвище на Доминик Лорд, став дизайнером и музыкальным продюсером.

### АльбомLords Never Worry(2012—2014)
27 августа 2012, A$AP Mob представили дебютный проект, микстейп под названием Lords Never Worry, с бесплатным скачиванием. В период с сентября по ноябрь Роки продвигал свой дебютный сольный альбом, с 40-дневным туром «Long Live A$AP» с выступлениями Schoolboy Q, Danny Brown и A$AP Mob.
В январе 2013 A$AP Ferg стал вторым членом коллектива, который подписал контракт с крупным лейблом, он также подписал соглашения с теми же лейблами что и A$AP Rocky, RCA and Polo Grounds, с релизом своего сингла Work, для продажи в iTunes. Лейбл также продюсировал официальный ремикс Work, включая A$AP Rocky, French Montana, Schoolboy Q и Trinidad James.
Дебютный альбом A$AP Rocky Long. Live. A$AP вышел 15 января 2013 и получил множество положительных отзывов . Альбом дебютировал на первом месте в чарте Billboard 200, в течение первой недели было продано 139,000 копий альбома в США.
26 сентября 2014 L.O.R.D. покинул коллектив.

### АльбомCozy Tapes(2015—2025)
18 января 2015 умер A$AP Yams. Причиной смерти была названа передозировка наркотиков. 15 октября 2016 A$AP Rocky подтвердил, что выйдет альбом группы Cozy Tapes Vol. 1. Cozy Tapes: Vol. 1 Friends вышел в свет 31 октября 2016 года. В этом альбоме присутствовали несколько артистов не из A$AP Mob, включая Playboi Carti, Skepta и Tyler, The Creator. Альбом состоял из 12 треков, общей продолжительностью 43 минуты, и был посвящен A$AP Yams.
1 августа 2017 года A$AP Rocky анонсировал Cozy Tapes Vol. 2: Too Cozy, который был выпущен 25 августа того же года.
13 января 2019 года A$AP Ant объявил, что покидает коллектив, чтобы сосредоточиться на своей сольной карьере. Он вернулся в апреле, подтвердив, что коллектив начал работу над их третьим студийным альбомом Cozy Tapes 3..
2 февраля 2020 года A$AP Snacks умер. Причины смерти неизвестны.
8 апреля того же года Chunna была найдена мёртвой. Она умерла из-за передозировки наркотиков. Ей было 25 лет.
16 октября 2021 года умер A$AP Josh.
20 апреля 2022 года ASAP Rocky был арестован сотрудниками полиции Лос-Анджелеса в международном аэропорту Лос-Анджелеса за стрельбу в ASAP Relli в ходе ссоры, которая произошла за четыре месяца до этого в Голливуде 6 ноября 2021 года; вскоре после этого он был освобожден под залог. Сообщалось, человек, на которого было совершено покушение, был ASAP Relli.
14 января 2025 года A$AP Ferg заявил, что объединения больше не существует.

## Дискография

### Студийные альбомы
| Название                    | Информация о альбоме                                                                                           | Высшие позиции в чартах | Высшие позиции в чартах | Высшие позиции в чартах | Высшие позиции в чартах | Высшие позиции в чартах | Высшие позиции в чартах |
| Название                    | Информация о альбоме                                                                                           | US                      | US R&B/HH               | US Rap                  | AUS                     | CAN                     | UK                      |
| --------------------------- | --- | ----------------------- | ----------------------- | ----------------------- | ----------------------- | ----------------------- | ----------------------- |
| Cozy Tapes Vol. 1: Friends  | - Дата релиза: 31 октября 2016 - Лейблы: ASAP Worldwide, Polo Grounds, RCA - Форматы: CD, цифровая дистрибуция | 13                      | 4                       | 4                       | 50                      | 34                      | 84                      |
| Cozy Tapes Vol. 2: Too Cozy | - Дата релиза: 25 августа 2017 - Лейблы: ASAP Worldwide, Polo Grounds, RCA - Форматы: CD, цифровая дистрибуция | 6                       | 4                       | 3                       | 24                      | 14                      | 54                      |

### Микстейпы
| Название          | Детали |
| ----------------- | --- |
| Lords Never Worry | - Дата релиза: 28 августа 2012 - Лейблы: ASAP Worldwide, Polo Grounds, RCA - Форматы: цифровая дистрибуция |

### Синглы
| Название                                                                                   | Год  | Позиции в чартах | Позиции в чартах | Позиции в чартах | Позиции в чартах | Позиции в чартах | Позиции в чартах | Альбом                      |
| Название                                                                                   | Год  | USBub.           | USR&B/HHBub.     | CAN              | NZ Heat.         | UK               | UKR&B            | Альбом                      |
| ------------------------------------------------------------------------------------------ | ---- | ---------------- | ---------------- | ---------------- | ---------------- | ---------------- | ---------------- | --------------------------- |
| «Bath Salts»(featuring A$AP Rocky, A$AP Ant and Flatbush Zombies)                          | 2012 | —                | —                | —                | —                | —                | —                | Lords Never Worry           |
| «Trillmatic»(featuring A$AP Nast and Method Man)                                           | 2013 | —                | —                | —                | —                | 193              | ---              |                             |
| «Xscape»(featuring A$AP Twelvyy)                                                           | 2014 | —                | —                | —                | —                | —                | —                |                             |
| «Hella Hoes»(featuring A$AP Rocky, A$AP Ferg, A$AP Nast and A$AP Twelvyy)                  | 2014 | —                | 10               | —                | —                | —                | —                |                             |
| «Yamborghini High» (featuring Juicy J)                                                     | 2016 | —                | 7                | —                | —                | —                | —                | Cozy Tapes Vol. 1: Friends  |
| «Crazy Brazy»(featuring A$AP Rocky, A$AP Twelvyy and Key!)                                 | 2016 | —                | —                | —                | —                | —                | —                | Cozy Tapes Vol. 1: Friends  |
| «Runner»(featuring A$AP Ant and Lil Uzi Vert)                                              | 2016 | —                | —                | —                | —                | —                | —                | Cozy Tapes Vol. 1: Friends  |
| «Telephone Calls»(featuring A$AP Rocky, Tyler, The Creator, Playboi Carti and Yung Gleesh) | 2016 | —                | 10               | —                | —                | —                | —                | Cozy Tapes Vol. 1: Friends  |
| «Wrong» (featuring A$AP Rocky and A$AP Ferg)                                               | 2017 | —                | —                | —                | —                | —                | ---              |                             |
| «RAF» (featuring A$AP Rocky, Playboi Carti, Quavo, Lil Uzi Vert and Frank Ocean)           | 2017 | 18               | 9                | 82               | 5                | —                | —                | Cozy Tapes Vol. 2: Too Cozy |
| «Feels So Good» (featuring A$AP Rocky, A$AP Ferg, A$AP Nast, A$AP Twelvyy and A$AP Ant)    | 2017 | —                | —                | —                | —                | —                | —                | Cozy Tapes Vol. 2: Too Cozy |
| «—» означает, что запись не издавалась в указанной стране или не попала в чарт.            |      |                  |                  |                  |                  |                  |                  |                             |

### Клипы
| Название                                                                         | Год  | Продюсер(ы)              |
| -------------------------------------------------------------------------------- | ---- | ------------------------ |
| «Trillmatic» (featuring A$AP Nast and Method Man)                                | 2013 | Jonah Schwartz           |
| «See Me» (featuring A$AP Ant)                                                    | 2014 | Andrew Hines             |
| «Xscape» (featuring A$AP Twelvyy)                                                | 2014 | Simon Davis              |
| «Hella Hoes» (featuring A$AP Rocky, A$AP Ferg, A$AP Nast, and A$AP Twelvyy)      | 2014 | Jonah Schwartz           |
| «Yamborghini High» (featuring Juicy J)                                           | 2016 | Shomi Patwary & AWGE     |
| «Money Man» (featuring A$AP Rocky, A$AP Nast, and Skepta)                        | 2016 | Dexter Navy & A$AP Rocky |
| «Put That on My Set» (featuring A$AP Rocky and Skepta)                           | 2016 | Dexter Navy & A$AP Rocky |
| «RAF» (featuring A$AP Rocky, Playboi Carti, Quavo, Lil Uzi Vert and Frank Ocean) | 2017 | Dun Deal                 |